# Part (juridik)
Part kallas den som har ett särskilt intresse i något rättsligt mål eller ärende.
För att räknas som part ska två kriterier vara uppfyllda. För det första ska parten ha ett rättsligt erkänt intresse i målet eller ärendet, det vill säga vara sakägare. Dessutom måste parten vara känd för den myndighet eller den domstol som ska fatta beslut i ärendet. En person kan därför räknas som sakägare på grund av att den har rätt att överklaga ett beslut, men blir part först när han eller hon hör av sig till myndigheten eller domstolen.
I ett brottmål är åklagaren och den misstänkte parter i målet och även målsägande som begär skadestånd i målet.
I ärenden hos förvaltningsmyndigheter får man ställning som part i ärendet genom att till exempel lämna in en ansökan (sökande), överklaga ett beslut (klagande) eller genom att vara föremål för ett ingripande från en myndighet (förklarande eller annan part). I regel är den som lämnar in ett förslag eller den som lämnar in en anmälan om något missförhållande inte part bara av den orsaken.
Ställningen som part ger vissa rättigheter och skyldigheter. En part har oftast större rätt att ta del av material i det egna ärendet än den som inte är part. Med partställningen följer också rätt att bli underrättad om de beslut som fattas och rätt att överklaga beslut. Vinnande part kan tillerkännas ersättning för sina rättegångskostnader och förlorande part kan förpliktas att utge motpartens rättegångskostnader.
Terminologin för part i processrättslig tvist är:
Den som söker stämning:
- Kärande (Fysisk eller juridisk person som väckt talan i rättegång)
- Målsägande (Den som varit offer för brott eller som lidit skada och som själv eller genom åklagare för skadeståndstalan i brottmål)
- Åklagare (Den som för talan på samhällets vägnar i brottmål)

Den mot vilken stämning söks:
- Svarande (Den mot vilken yrkande framställs i rättegång)
- Den misstänkte (Den som är föremål för en förundersökning om brott)
- Den tilltalade (Den som åklagare eller målsägande väckt talan mot i ett brottmål)

Den som överklagat ett beslut
- Klagande

Ibland används beteckningen enskild med vilket avses enskild person eller bolag i motsats till myndighet.

## Jämför
Motpart